# Kim Szohi (énekesnő)
Kim Szohi (hangul: 김소희, handzsa: 金素姬, RR: Kim So-hui; 1917. január 14. – 1995. április 17.) dél-koreai énekesnő, aki olyan hagyományos műfajokat adott elő, mint a phanszori (pansori) és a kagok (gagok). 1964-ben „élő emberi kinccsé” nyilvánította a koreai állam a phanszori (pansori) hagyományainak őrzéséért és továbbadásáért. Híres tanítványai közé tartozik An Szukszon (Ahn Suk-seon ) (안숙선).

## Élete és munkássága
Észak-Csolla (Jeolla) tartományban, Kocshang (Gochang)hoz közel született. Édesapja több hangszeren is játszott, vonzódása a zenéhez, és különösen a phanszori (pansori)hoz azonban 12 éves korában kezdődött, amikor meghallotta a híres mesterénekes, I Hvadzsungszon (Yi Hwajungseon) (이화중선, 1898–1943) hangját. Nővére férje bemutatta a kor egyik kiemelkedő mesterénekesének, Szong Mangap (Song Man-gab)nak (송만갑, 1866–1939), aki elvállalta a tanítását. Kim 16 évesen buddhista kolostorba vonult, hogy elmélyülten tannulmányozhassa a művészetet. A phanszori (pansori) mellett elsajátította a népdalok éneklésének technikáját is, valamint a kagok (gagok)ot, megtanult kajagum (gayageum)on játszani és koreai táncokat táncolni. Emellett járatos volt a kalligráfiában és a kínai klasszikusok olvasásában is.
Népszerű énekesnő volt, olyannyira, hogy a kor nőktől elvárt viselkedésével szemben olyasmiket is megtehetett, amit más asszonyok nem: szabadon utazhatott, és nő létére befolyással is bírt a férfiak által uralt zeneiparban.
1964-ben „élő emberi kinccsé” nyilvánította a koreai állam.